# Interior da Igreja de San Adolfo de Assendelft
Interior da Igreja de San Adolfo de Assendelft é uma pintura de Pieter Saenredam. Realiza a óleo sobre tela em 1649, a obra integra a colecção do Rijksmuseum, em Amsterdã,na HOLANDA, e é um dos melhores trabalhos levados a cabo por Saenredam.
Quando, em 1628, o pintor se decidiu por especializar-se em pintura arquitectónica, optou pela representação de igrejas, descentrando-se da figura humana. De facto, o interior de igrejas é o tema mais recorrente de toda a obra do artista e, desde o princípio, obteve bastante êxito.
Tal como a igreja representada neste quadro, Saenredam pintou vários interiores de igrejas protestantes, sendo que, as suas pinturas são um testemunho histórico e arquitectónico da Reforma Protestante. Pode concluir-se que, sem a Reforma, as obras de Saenredam não teriam tanto valor.
Há quarenta anos a habitar em Haarlem, o pintor optou por pintar o interior da igreja da sua cidade natal, Assendelft. O motivo que o levou a retratá-la foi muito além de este ser especialista na representação arquitectónica. O pai, juntamente com outros dois familiares, estavam enterrados ali. Perto do canto inferior direito da tela, os seus nomes estão gravados numa lápide, numa estreita homenagem aos seus antepassados.
Sendo uma igreja protestante, quase não tem ornamentos nem marcos de estatuária. Várias pessoas estão sentadas a escutar o sermão, dado desde o púlpito. Todas elas assumem um papel quase insignificante na obra, uma técnica acostumada do artista, que excluia ou minimizava a figura humana nas suas telas, centrando-e no edifício a representar.
Como era seu costume, para pintar esta tela o artista realizou vários desenhos, minuciosos estudos. Todo este trabalho, até à concepção da obra em si, custou a Pieter Saenredam cerca de 16 anos de trabalho. Os primeiros esboços foram realizados em 1633 e 1634. Servindo-se deles e de precisas e detalhadas medições, em 1634 fez a primeira construção em perspectiva. A 2 de Outubro de 1649 terminou. Esta data figura no banco de madeira da esquerda.